# Gare de Bonnemain
La gare de Bonnemain est une gare ferroviaire française de la ligne de Rennes à Saint-Malo - Saint-Servan, située au lieu-dit La Gare sur la commune de Bonnemain, dans le département d'Ille-et-Vilaine en région Bretagne.
Elle est mise en service en 1864 par la compagnie des chemins de fer de l'Ouest. C'est une halte voyageurs de la Société nationale des chemins de fer français (SNCF), desservie par des trains express régionaux TER Bretagne.

## Situation ferroviaire
Établie à 66 mètres d'altitude, la gare de Bonnemain est située au point kilométrique (PK) 422,840 de la ligne de Rennes à Saint-Malo-Saint-Servan, entre la gare de Combourg et la gare de Dol-de-Bretagne. 

## Histoire
La station est créée et mise en service par la compagnie des chemins de fer de l'Ouest le  27 juin 1864, lorsqu'elle inaugure la ligne entre Rennes et Saint-Malo.

## Fréquentation
De 2015 à 2023, selon les estimations de la SNCF, la fréquentation annuelle de la gare s'élève aux nombres indiqués dans le tableau ci-dessous.
| Année           | 2015  | 2016  | 2017  | 2018  | 2019  | 2020  | 2021  | 2022  | 2023  |
| --------------- | ----- | ----- | ----- | ----- | ----- | ----- | ----- | ----- | ----- |
| Voyageurs seuls | 6 891 | 8 156 | 7 397 | 4 713 | 4 671 | 3 261 | 3 107 | 5 434 | 8 888 |

## Service des voyageurs

### Accueil
Halte SNCF c'est un point d'arrêt non géré (PANG), équipé de deux quais avec abris et panneaux d'informations. 

### Desserte
Bonnemain est desservie par des trains TER Bretagne de la ligne no 13, circulant entre Rennes, Dol de Bretagne et Saint-Malo.

### Intermodalité
Un abri pour les deux roues et un parking pour les véhicules sont aménagés.